# Wasserturm am Postbahnhof
Der Wasserturm am Postbahnhof im Berliner Ortsteil Friedrichshain des Bezirks Friedrichshain-Kreuzberg ist ein historisches Bauwerk aus den 1880er Jahren. Die Königliche Eisenbahndirektion hatte ihn bauen lassen, um die kontinuierliche Wasserversorgung der Dampflokomotiven zu sichern. Die um den Turm herum zu Beginn des 20. Jahrhunderts errichteten weiteren Bahnanlagen wurden ab um 1910 zum zentralen Postbahnhof Berlins. Die im 21. Jahrhundert erhaltenen Elemente des Bahnensembles mit dem Wasserturm, dem Bahnviadukt und der Lokleitung stehen nun unter Denkmalschutz; sie werden seit 2019 mit Neubauten ergänzt, denkmalgerecht aufgearbeitet und gehören dann zum Unternehmenscampus. Der Turm soll zunächst eine dekorative Funktion haben, nach geeigneten Nutzungsmöglichkeiten wird noch gesucht.

## Lage
Das Ensemble Wasserturm & Bahnviadukt belegt eine Fläche von zirka 1200 m²; anfangs war es ohne Adresse, heute: Am Postbahnhof 15, auch Marianne-von-Rantzau-Straße 2. Es befindet sich auf dem Süd-Gelände des ehemaligen ausgedehnten Wriezener Bahnhofs. Das Turmbauwerk schließt mit seiner Nordseite fast an die Bahntrasse an, der Abstand beträgt nur rund vier Meter. Die Straße der Pariser Kommune (westlich) und die Mühlenstraße (südlich) sind nahe vorüberführende Durchgangsstraßen. Weil der Turm auch unweit vom Ostbahnhof steht, wird er gelegentlich auch Wasserturm am Ostbahnhof genannt.
Die alte Lokdienstleitung in einem gestuften Backsteinbau, die zum Baudenkmalsensemble gehört, befindet sich östlich auch auf dem Baugelände.

## Geschichte

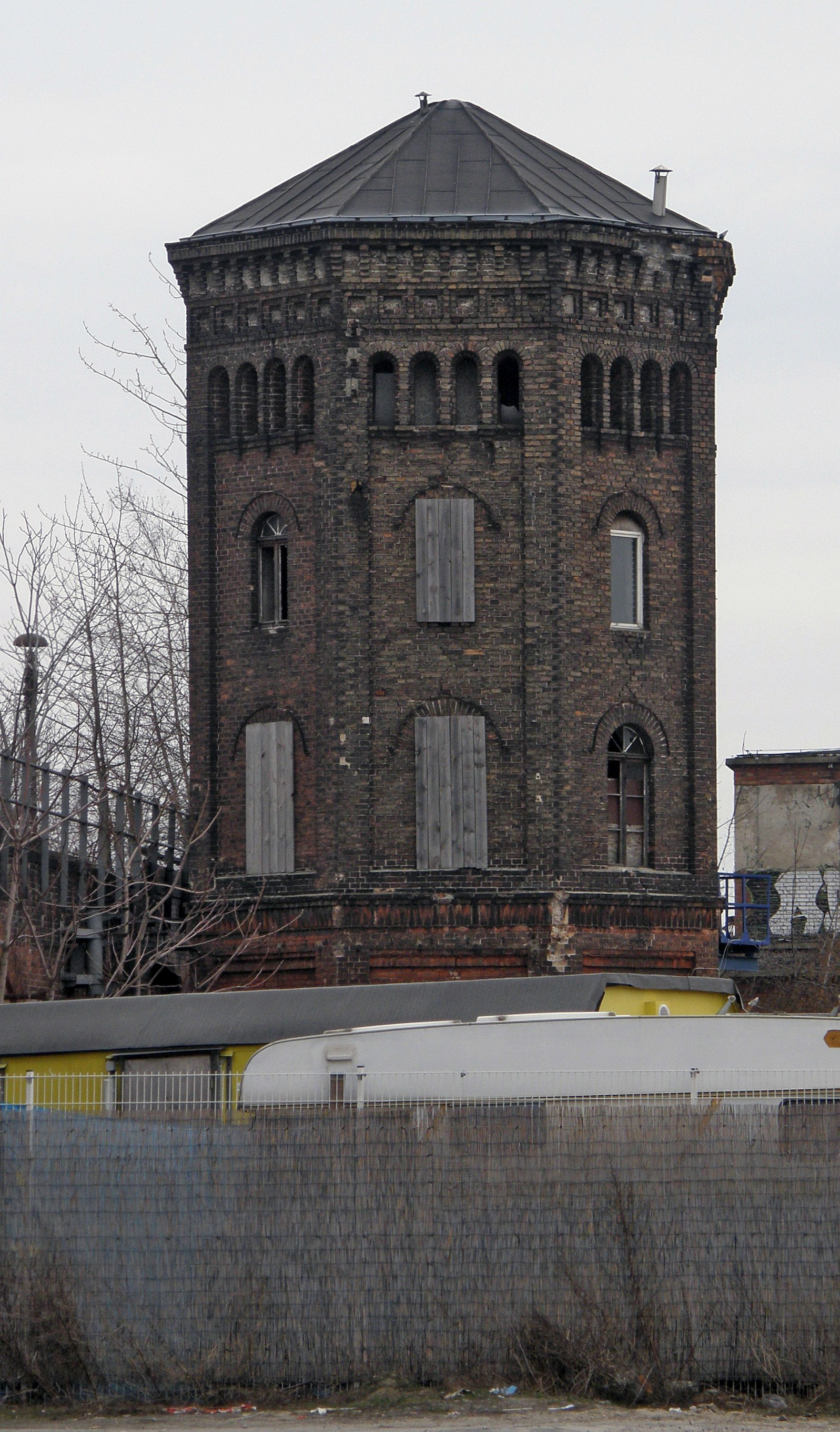
Zustand des Wasserturms im Jahr 2010

Der Wasserturm war bereits im Jahr 1880 nach Plänen eines Baubeamten Müller (wahrscheinlich Stadtbaurat Hermann Müller) entstanden und in Betrieb genommen worden. – Nach anderer Quelle wurde der Wasserturm erst 1896 in Dienst gestellt. Er war bis zur Stilllegung des Postbahnhofs bzw. der Außerdienststellung von Dampflokomotiven innerhalb Berlins bis 1995 in Betrieb. Das in einen Standkessel im Turmbauwerk hochgepumpte Brauchwasser versorgte über ein Rohrsystem und über Wasserkräne die Tender der Lokomotiven. Besonders hilfreich war eine zu diesem Zweck um 1906 nahebei errichtete Lokomotiven-Drehscheibe, womit in kurzer Zeit viele Tender befüllt werden konnten, ohne Zeitverluste durch umständliche Rangierfahrten.
Nach der Außerdienststellung des Turmes in den späten 1980er-Jahren (letzte Umbauarbeiten sind 1970 dokumentiert) ist nicht bekannt geworden, ob, und wenn ja wie, er anderweitig genutzt wurde.
Nach dem Mauerfall und den Neuorganisationen aller Betriebe und Einrichtungen ließen der nun für ganz Berlin zuständige Senat und die Deutsche Bahn als Nachfolger der Deutschen Reichsbahn die gut erhaltenen Elemente des Postbahnhofs unter Denkmalschutz stellen. Fast die gesamte Bahnhofsfläche wurde an einen Investor verkauft, der hier das Projekt Unternehmenscampus entwickelt. Die historischen Ensembleteile werden in enger Abstimmung mit der Denkmalschutzbehörde nach Rekonstruktion in das neue Bauprojekt mit einbezogen.

## Zukunft für die historische Technik und die Bauten

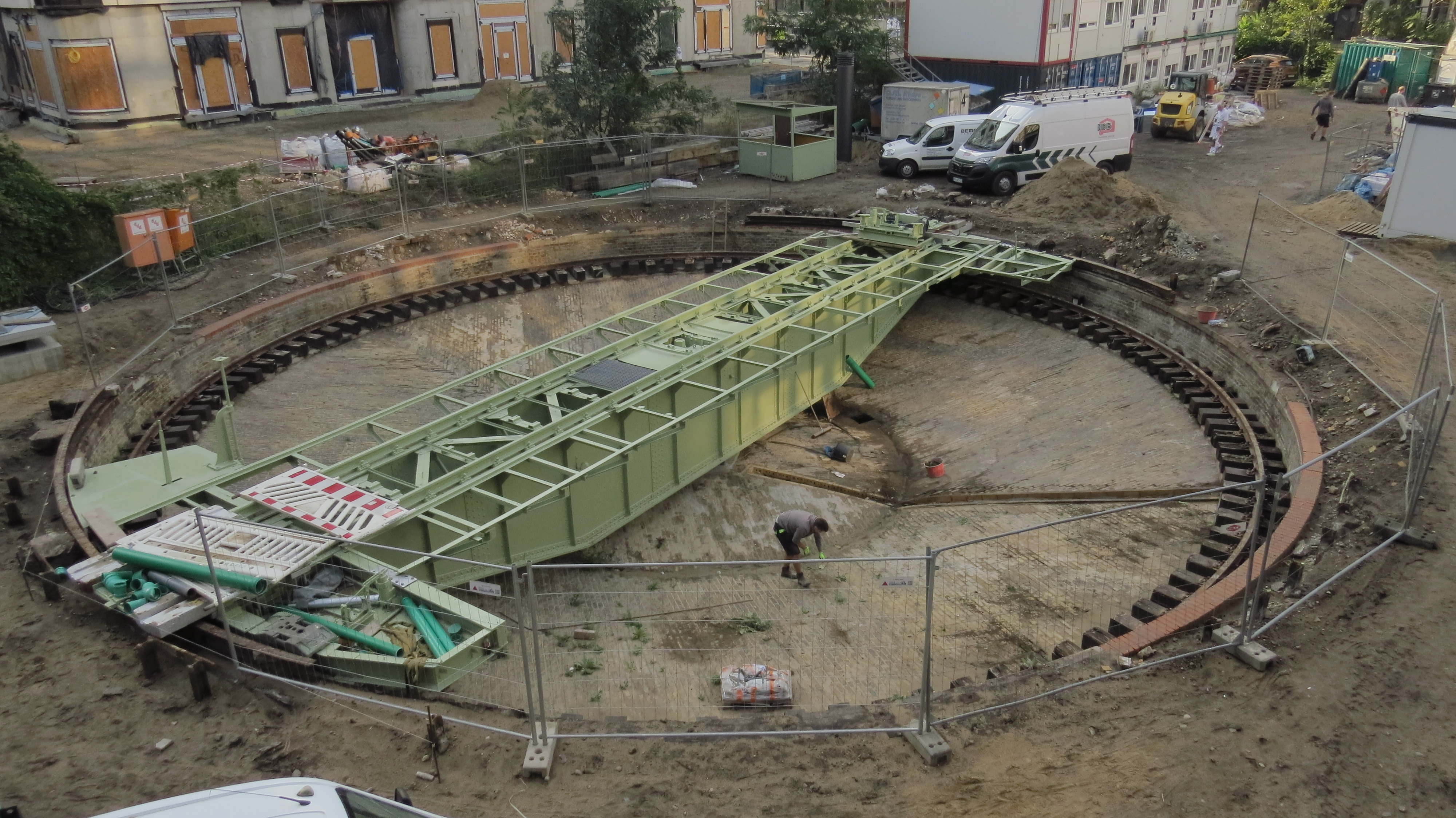
Lokomotivendrehscheibe, überarbeitet

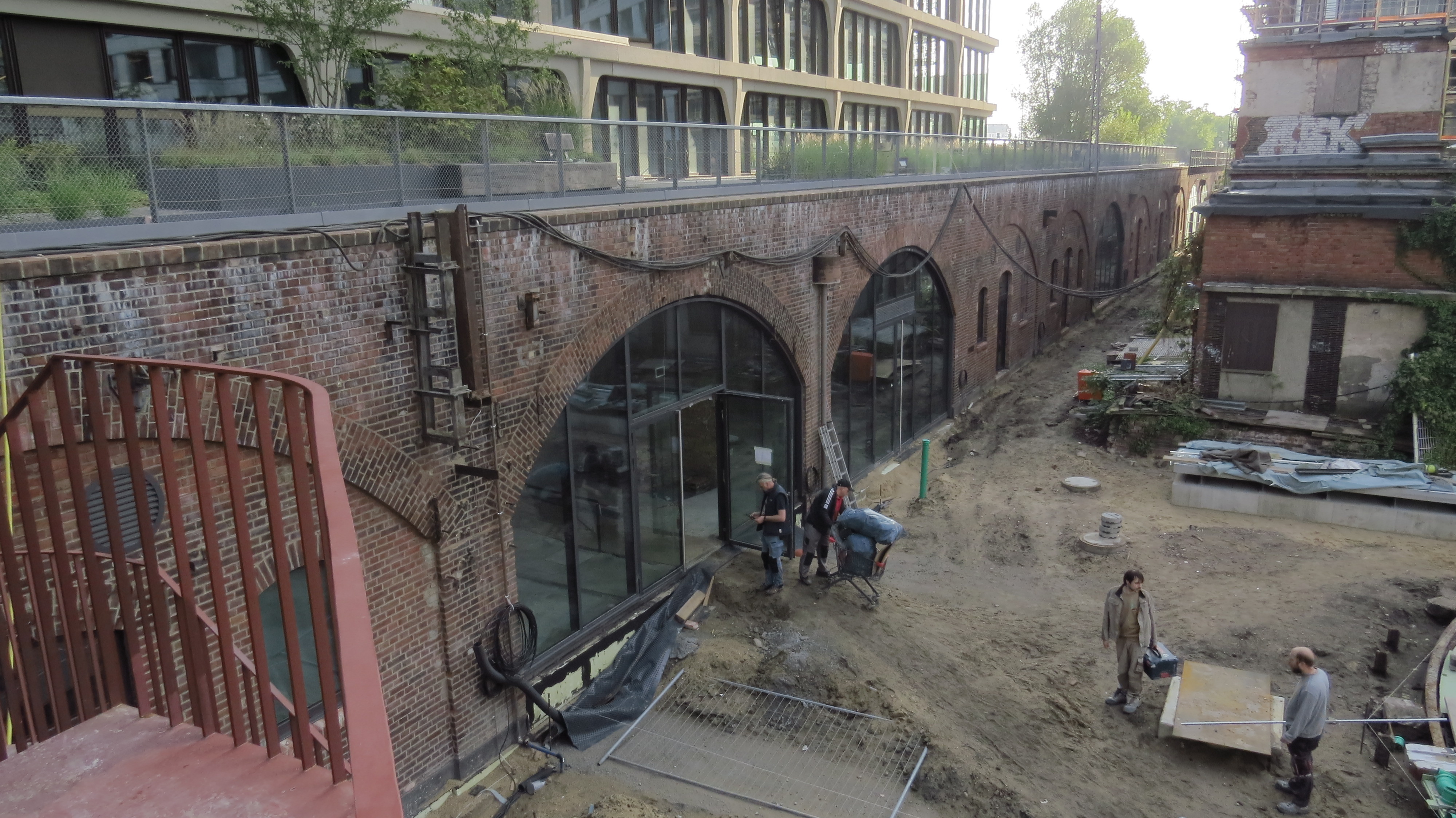
Baudenkmal Bahnviadukt

Die vor dem Wasserturm vorhanden gewesene Drehscheibe – wie oben erwähnt Teil des Denkmalensembles – ist ebenfalls Bestandteil des Projekts Unternehmenscampus. Sie wurde bereits ausgebaut, komplett überarbeitet und im Juni 2024 an ihrem ursprünglichen Standort eingebaut. Sie soll Teil einer kleinen Parkanlage werden.
Im Frühjahr und Sommer 2024 konnte das Turmbauwerk umfangreich saniert werden, alle Fenster wurden dem historischen Vorbild nachgebaut, die Türen ausgetauscht und eine komplett neue Treppenanlage außen und innen installiert. Die alten Wasserrohre sind erhalten und ebenso der Balkenträger für den Wasserkessel. Nach den Darstellungen auf der Website des Investors soll der Wasserturm „zur perfekten Kulisse für die moderne Formensprache des Neubaus“ werden.
Um den Denkmalcharakter der früheren Bahnanlagen im Rahmen des Bauprojektes besser sichtbar zu machen, wurden auf dem stillgelegten Bahnviadukt etwa 500 Meter Gleispaare neu verlegt, die aber funktionslos bleiben.

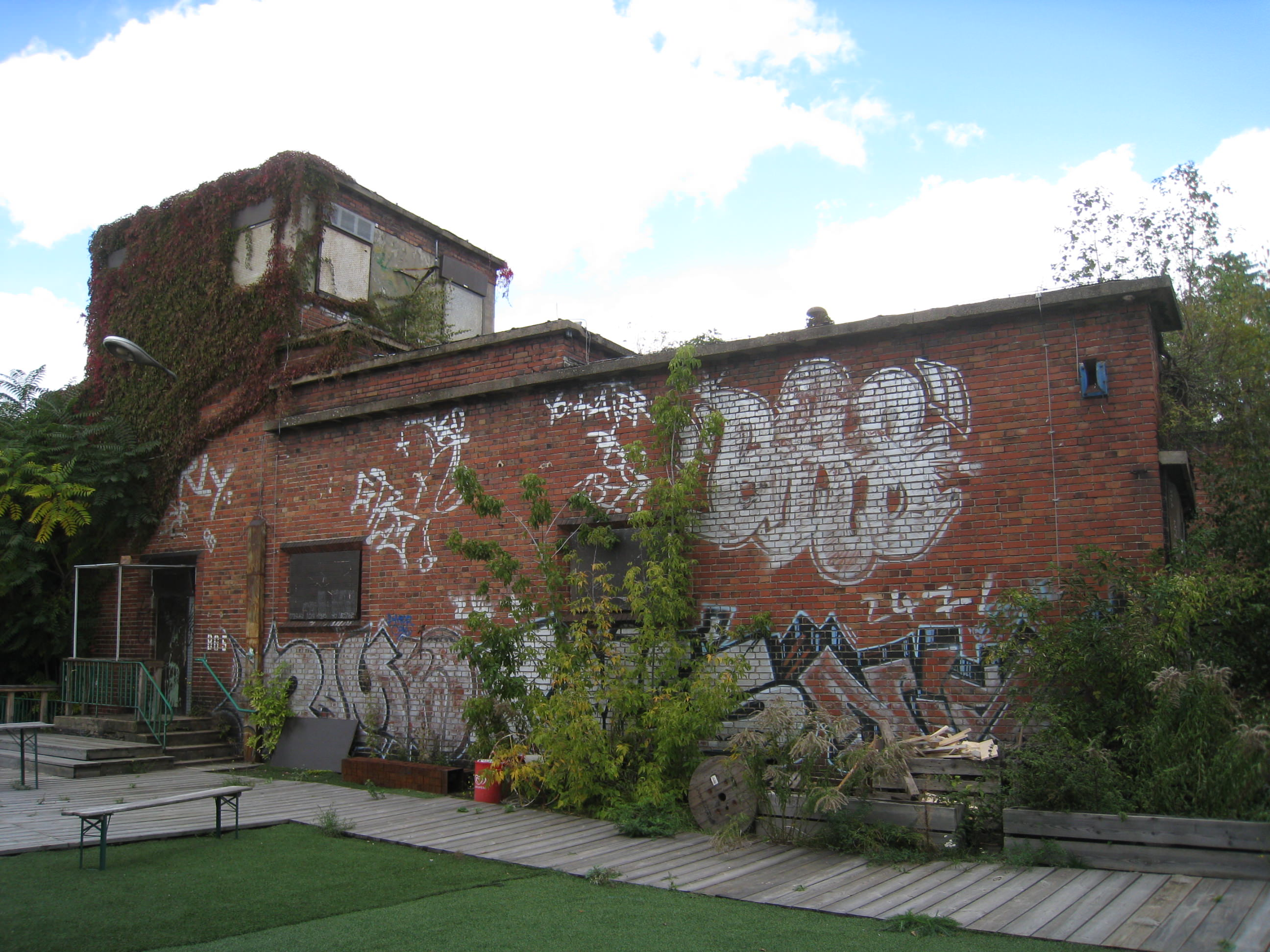
Lokleitung

Die Lokdienstleitung, im Jahr 1928 gebaut nach Entwurf von Richard Brademann, sieht im Umriss selbst wie eine Lokomotive aus. Sie ist in die Umbauarbeiten nicht einbezogen und ihre Zukunft daher unklar (Stand September 2024).
Einzelne neu errichtete Geschäftsbauten des Campus waren bereits 2023 fertig und sind an Interessenten vermietet. Ein Abschlusstermin aller Arbeiten wird nicht genannt. Der Turm soll aber bis Ende 2024 fertig werden.

## Architektur des Wasserturms

### Außen
Das Ziegelbauwerk mit symmetrischem achteckigem Grundriss und darüber errichtetem achteckigem Turm hat Seitenlängen von etwa 5,30 m und orientiert sich an der damaligen Industriearchitektur, also eine ziegelsichtige gelbe Fassade. Diese gliedert sich äußerlich in fünf Etagen, die unterschiedlich hoch sind, die Turmhöhe beträgt insgesamt 18 m. Jedes Feld in einer Fassadenseite ist als glattes Rechteck ausgemauert, eingerahmt von hervortretenden lisenenartigen Stützen an den jeweiligen Ecken. Alle Fassadenteile sind unverputzte Backsteinmauern.
Bis in etwa fünf Metern über Straßenniveau ist der Turmschaft wegen seiner tragenden Funktion dicker und leicht konvex. In dieser Höhe endet die außen angebrachte erneuerte Metalltreppe und führt in den Turm.
Ein Aussichtsumgang mit arkadenförmigen Bögen in Vierergruppen zieht sich unter der Dachtraufe um den Turm. Die 32 Fenster im Turmkopf sind rundbogig, sie wurden nun komplett durch neu nachgebaute ersetzt.
Das pyramidenförmige Dach ist mit Kupferplatten bekleidet und ruht auf hölzernen Dachsparren.

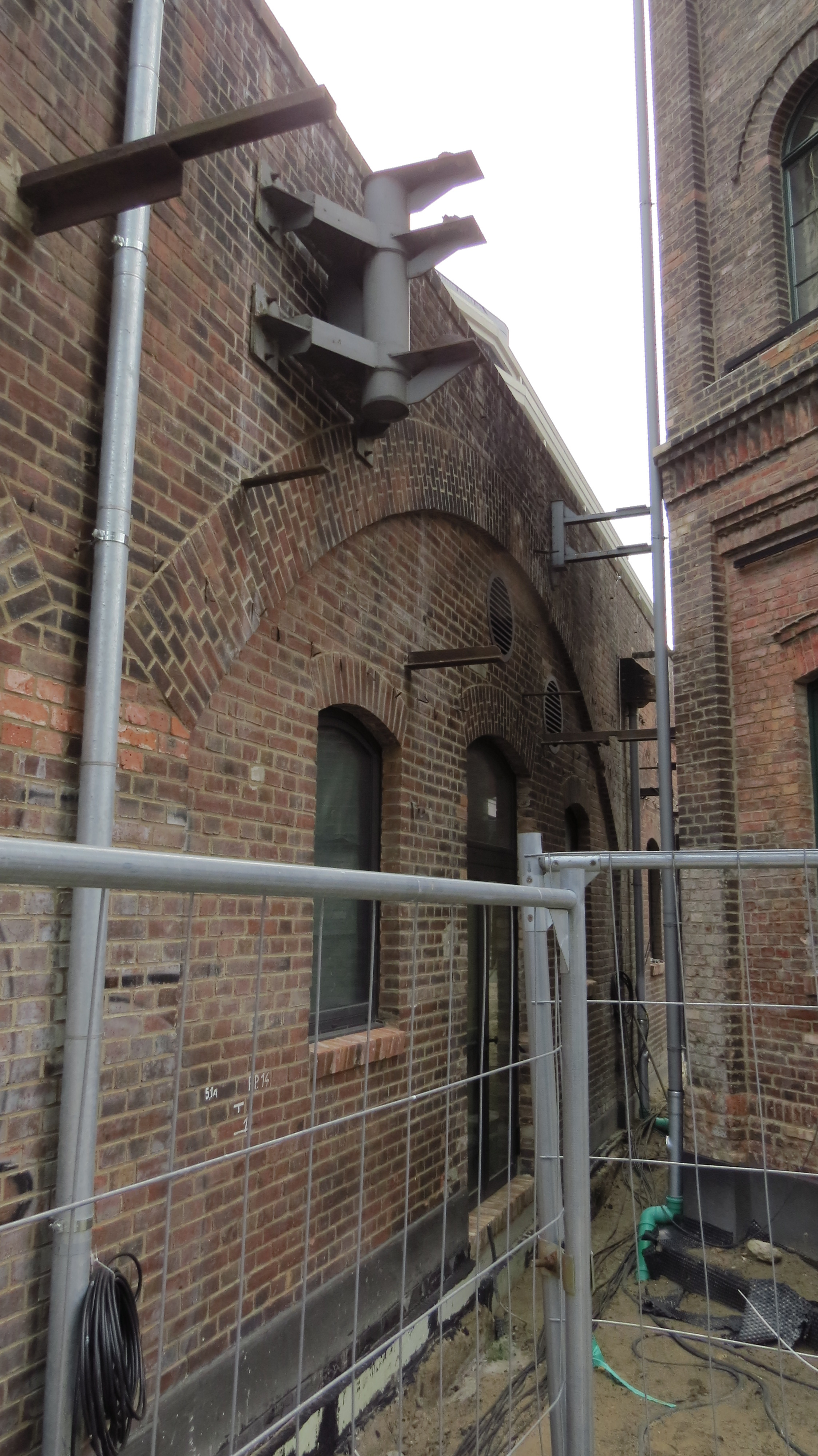
Abstand zwischen Bahnviadukt und Wasserturm
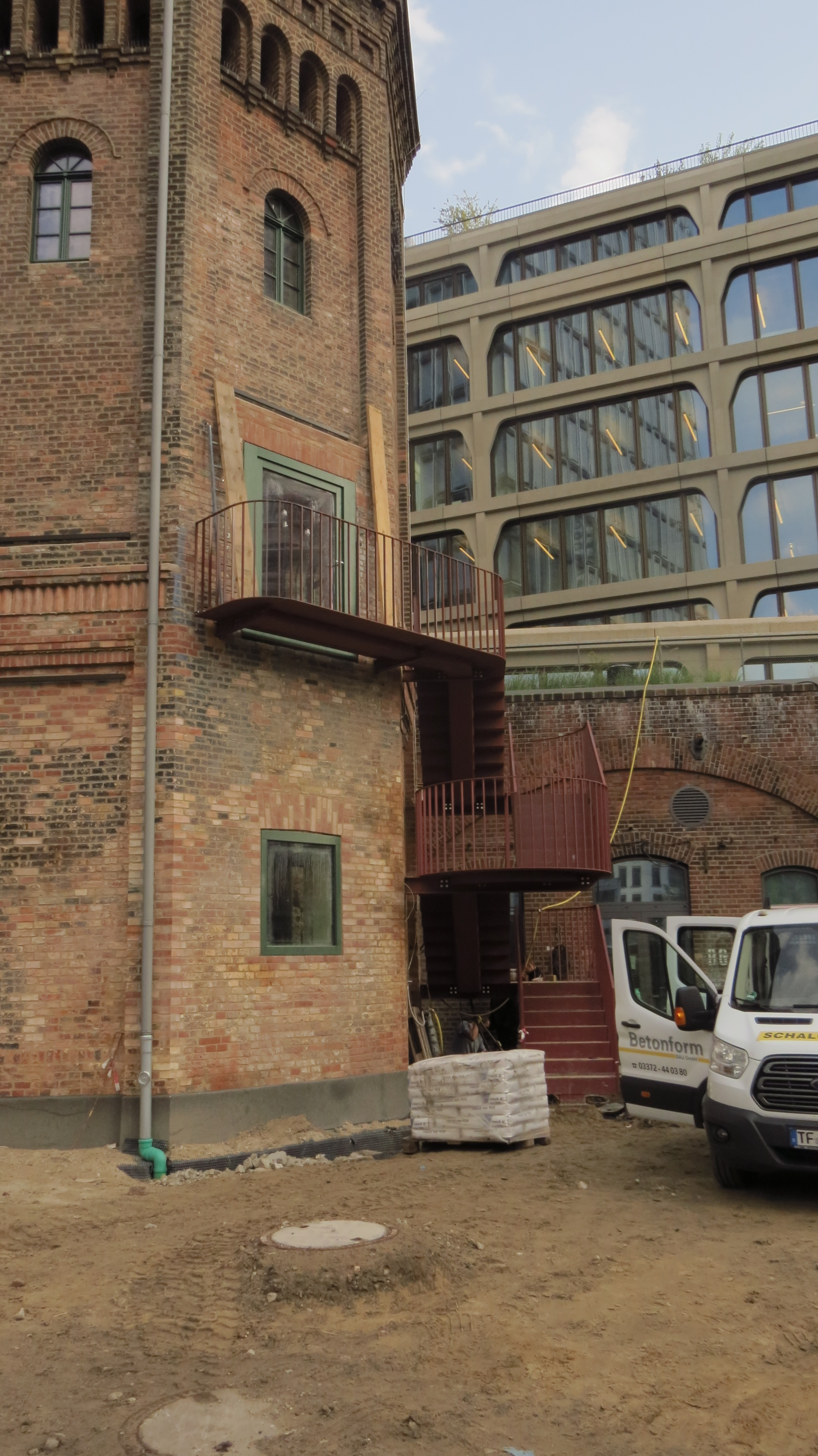
Neue Außentreppe für den Turm
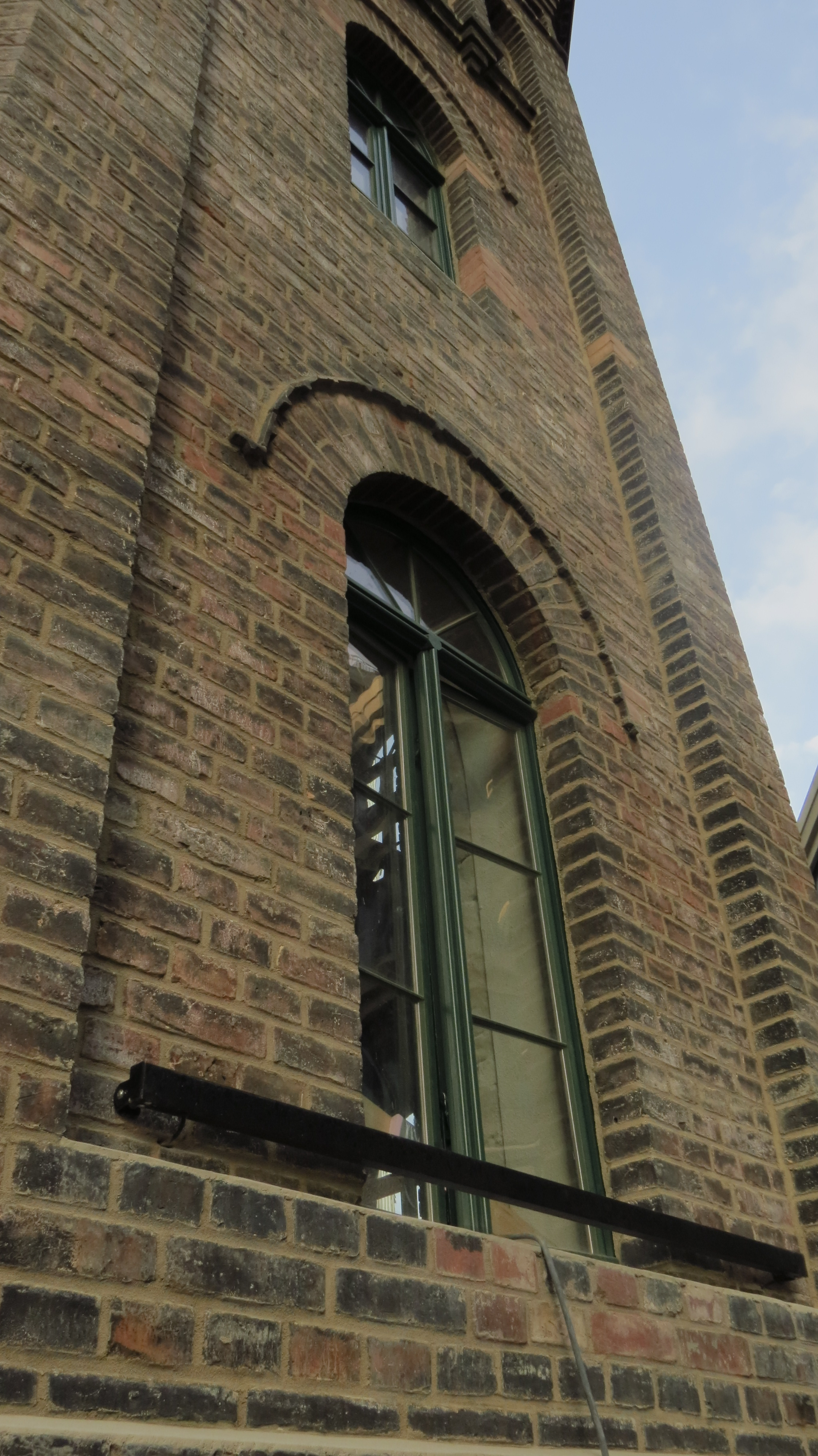
Fenster in der zweiten und dritten Etage
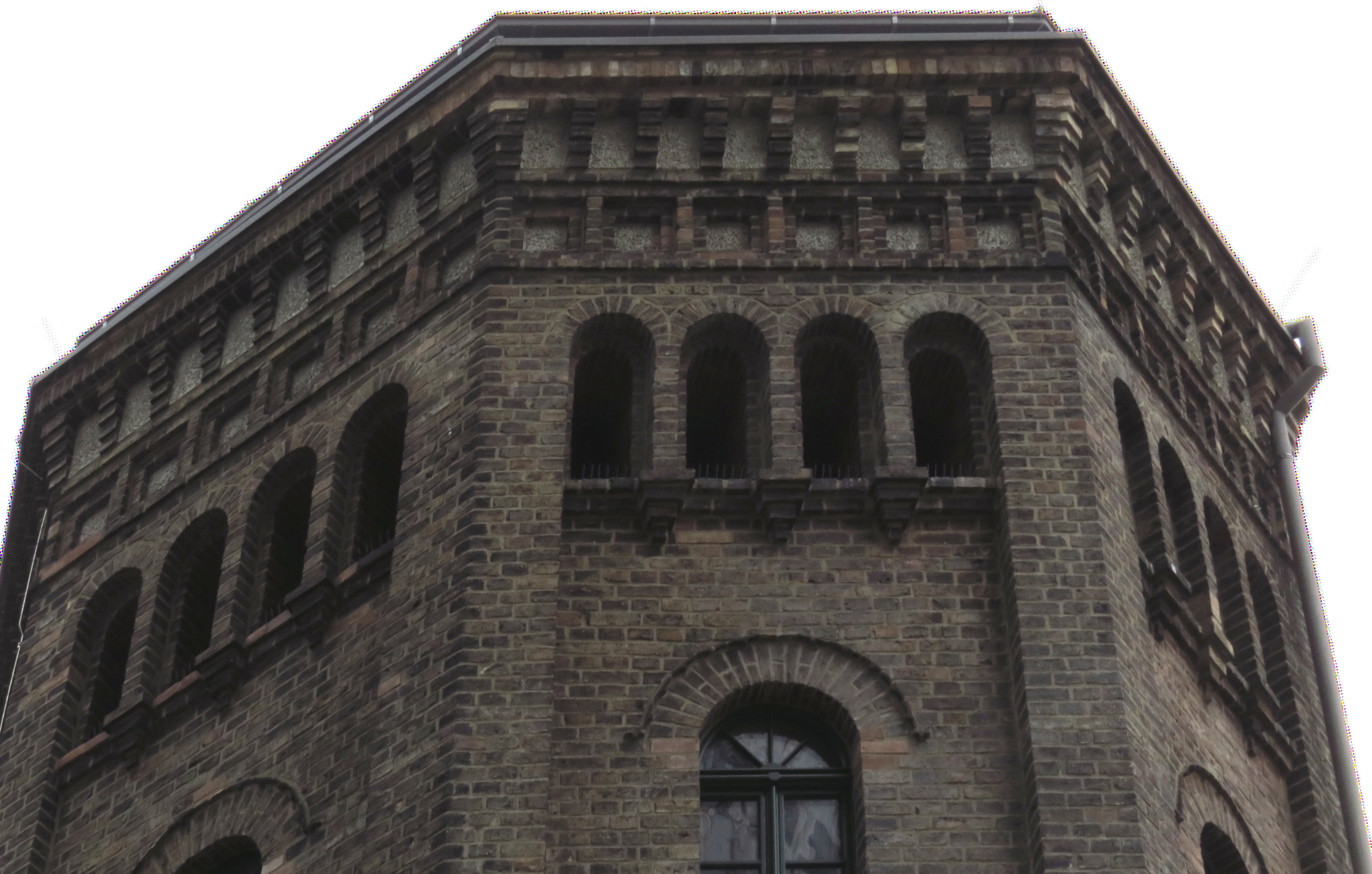
Turmkopf mit Arkaden

### Innen
Die Nutzfläche des Turmes beträgt 20 m². Historische Quellen, die das Innere des Turmes beschreiben, konnten bisher (Sommer 2024) nicht aufgefunden werden. Somit sind weder Form noch Größe des Wasserbehälters noch die dazugehörige Technik (Pumpen, Ventile usw.) bekannt. Im Turm wurde alles wohl nach der Stilllegung ausgebaut. Fachleute gehen nach den Innenmaßen des Turmes davon aus, dass der Wasserkessel ein Volumen von 20.000–30.000 Liter hatte.
Es gab eine innere Treppenanlage, die zur Wartung der Technik erklommen werden musste und die bis zum oberen Arkadenumgang geführt hat. Außerdem verfügte der Turm in den inneren Ecken über Heizkörper, welche nun nachgebaut wurden und wieder benutzt werden sollen.
Nach den Umbauarbeiten des Jahres 2024 gibt es einen neuen Zugangsraum, der neuen Estrich und eine Betondecke erhielt. Der hohe Raum darüber, der den Blick über die Tragelemente des Kessels freigibt, ist nur über die neue außen montierte Treppe erreichbar. Hier befindet sich im Inneren eine eiserne Wendeltreppe bis in den obersten Raum. – Die hölzerne Dachkonstruktion musste ebenfalls erneuert werden.

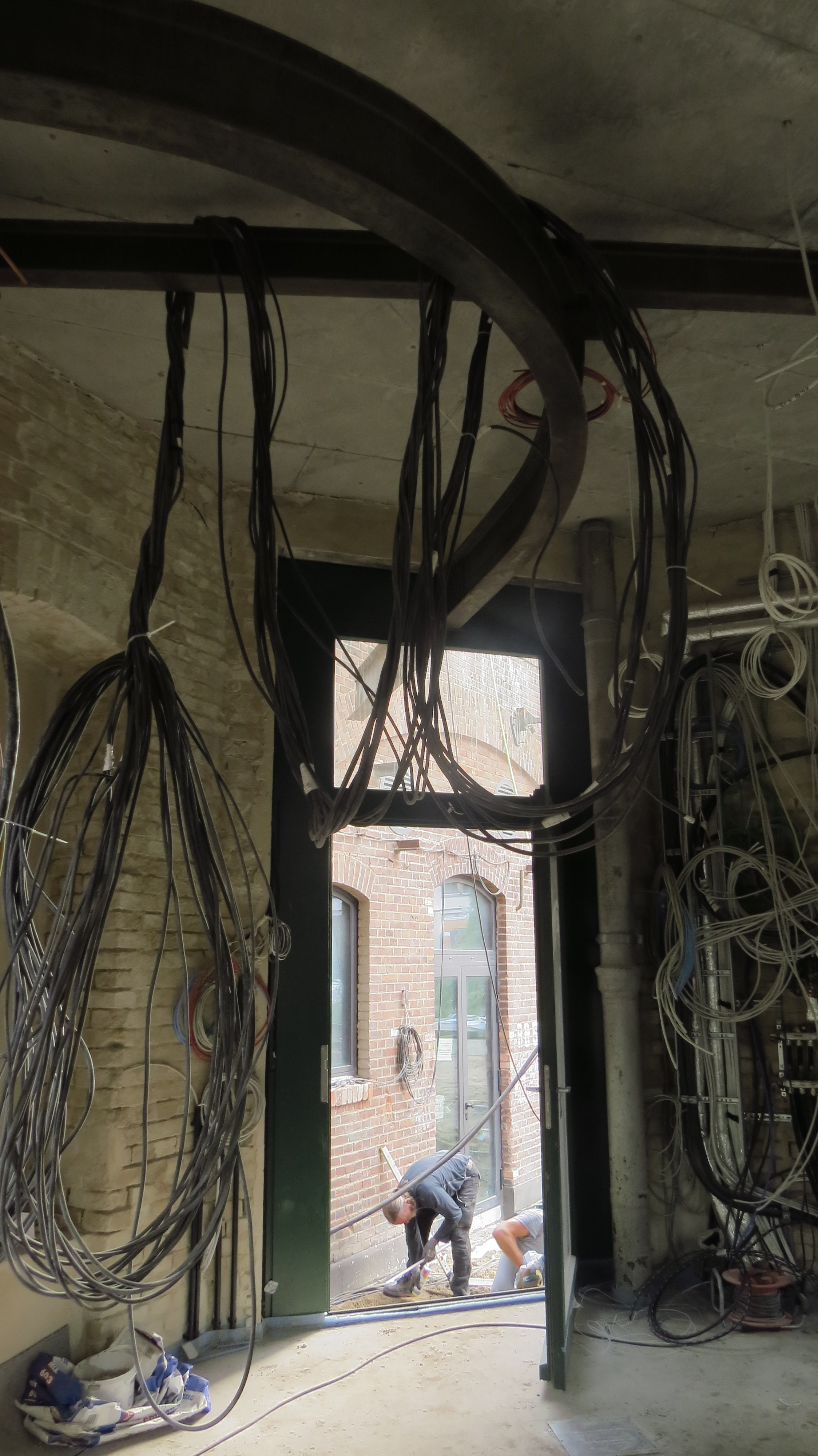
Neuer Eingang in den Turm
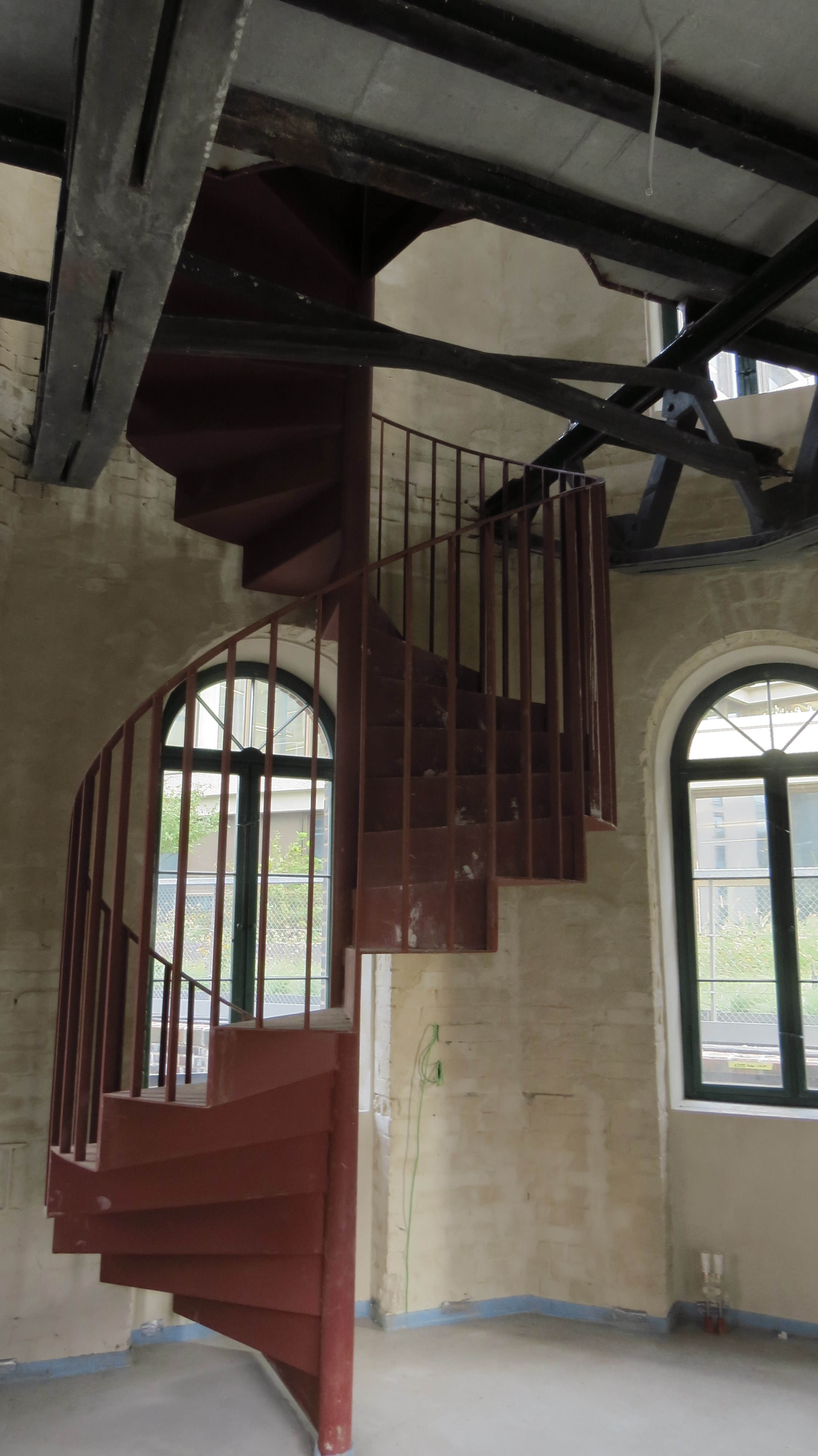
Wendeltreppe
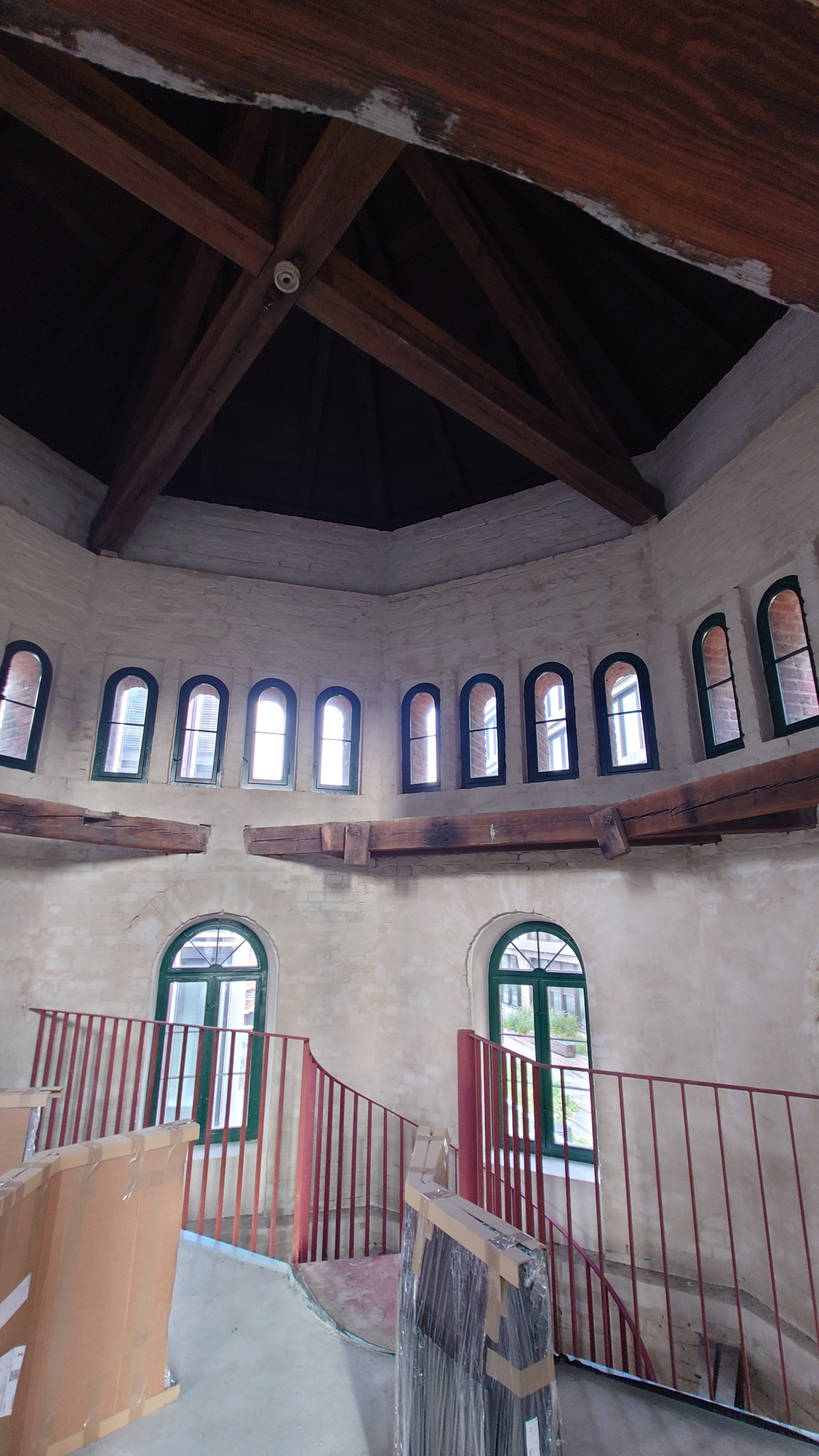
Ehemaliger Kesselraum mit Stahlträgerbrücke und der Tragbalkenkonstruktion
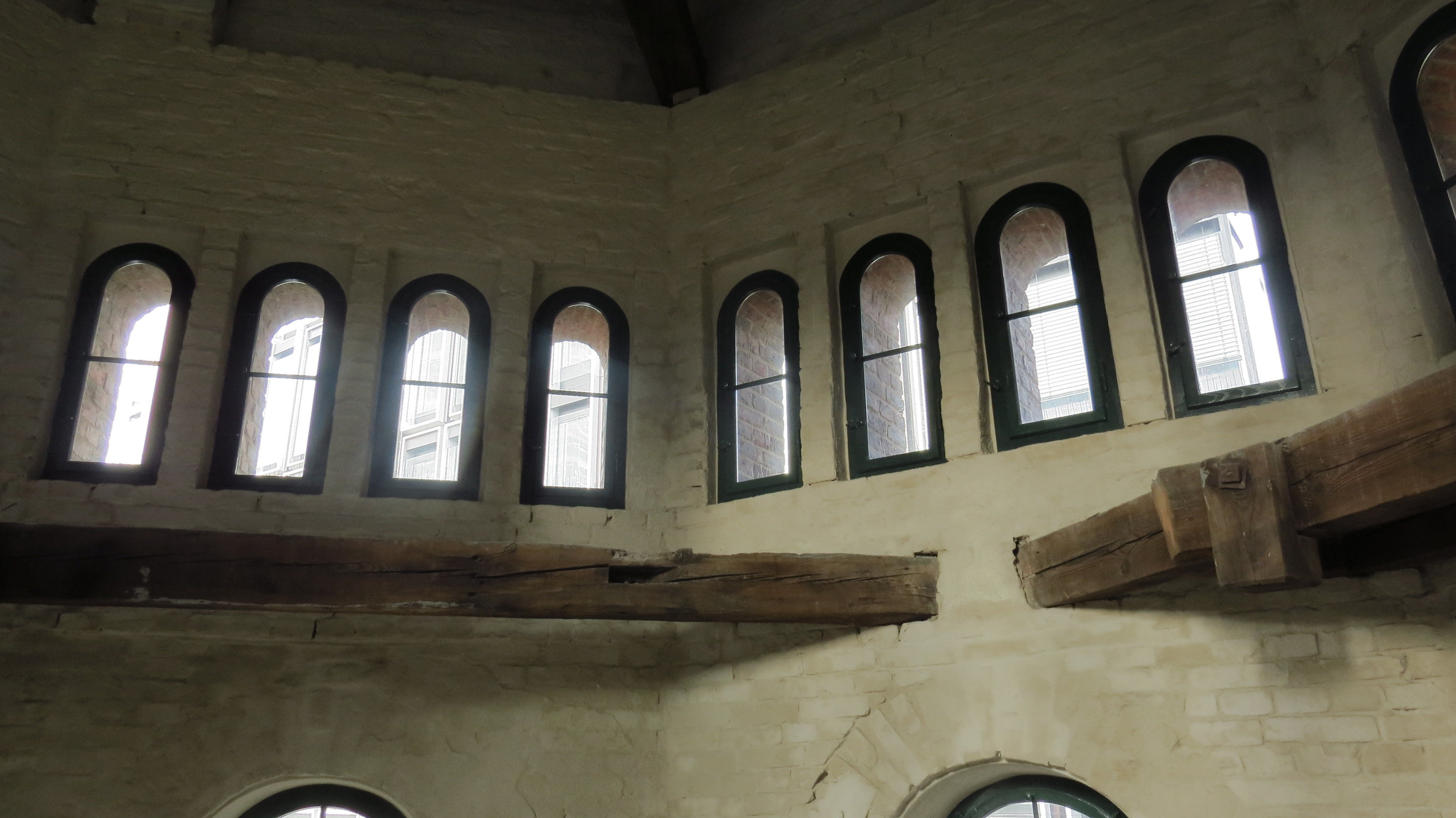
Fenster im Turmkopf